# Deutsches Fremdwörterbuch
Das Deutsche Fremdwörterbuch (DFWB) ist ein mehrbändiges Fremdwörterbuch zur deutschen Gegenwartssprache mit worthistorischer Ausrichtung. Es ist ein Standardwerk der historischen Fremdwortlexikographie.

## Geschichte
Das Deutsche Fremdwörterbuch geht auf eine Anregung Friedrich Kluges zurück und war ursprünglich als Ergänzung zum Deutschen Wörterbuch von Jacob und Wilhelm Grimm konzipiert. Seit dem Erscheinen des 1. Bandes A–K seines Begründers Hans Schulz im Jahr 1913 hat das DFWB eine wechselvolle Geschichte durchlebt. Otto Basler, der das Werk nach Schulz’ Tod seit 1923 übernommen hatte, konnte nur einen 2. Band L–P (1942) und eine Lieferung zum Buchstaben Q fertigstellen, bevor er 1972 wegen seiner Erblindung die erheblich erweiterten, umfangreichen Sammlungen dem Institut für Deutsche Sprache (IDS) in Mannheim übergab. Dort wurden unter der Leitung von Alan Kirkness von 1974 bis 1983 die restlichen Buchstaben R–Z in den Bänden III bis VI bearbeitet und das Werk 1988 mit einem ausführlichen Registerband abgeschlossen. Die erste Auflage erschien damit in sieben Bänden von 1913 bis 1988.
Seit 1990 ist eine Projektgruppe der Abteilung Lexik des Instituts im Rahmen eines Langzeitprojektes mit der Neubearbeitung der Alphabetstrecke A–Q befasst, zunächst unter der Leitung von Gerhard Strauß, von 2006 bis 2020 unter der Leitung von Herbert Schmidt, seit 2020 unter der Leitung von Dominik Brückner. Das Projekt ist am ersten Januar 2022 zu einem Arbeitsbereich des neuen Projekts Lexikographie sprachlichen Wandels geworden, das von Petra Storjohann und Dominik Brückner gemeinsam geleitet wird. Bereits 2019 war beschlossen worden, die Arbeit am DFWB 2024 einzustellen.
Ziel ist es, den heute gebräuchlichen Fremdwortschatz des Deutschen von A bis Z in einem nach Methodik, Aufbau und dokumentarischer Tiefe einheitlichen und zeitgemäßen Wörterbuch zu beschreiben. Seit 1995 erscheint die auf zwölf Bände veranschlagte zweite Auflage. Bis heute liegen 8 Bände der 2. Auflage/Neubearbeitung vor:
- Band 1: a-Präfix – Antike. XVII/615 S. – Berlin / New York: de Gruyter, 1995.
- Band 2: Antinomie – Azur. XII/645 S. – Berlin / New York: de Gruyter, 1996.
- Band 3: Baby – Cutter. XIII/852 S. – Berlin / New York: de Gruyter, 1997.
- Band 4: da capo – Dynastie. XII/971 S. – Berlin / New York: de Gruyter, 1999.
- Band 5: Eau de Cologne – Futurismus. XII/1198 S. – Berlin / New York: de Gruyter, 2004.
- Band 6: Gag – Gynäkologie. XIV/692 S. – Berlin / New York: de Gruyter, 2008.
- Band 7: habilitieren – hysterisch. XVI/594 S. – Berlin / New York: de Gruyter, 2010.
- Band 8: ideal – inaktiv. XXI/577 S. – Berlin / New York: de Gruyter, 2017.

Im April 2016 wurden die bis dato erschienenen Bände der Neubearbeitung des Deutschen Fremdwörterbuchs über das Portal OWID (Online-Wortschatz-Informationssystem Deutsch) des Instituts für deutsche Sprache kostenlos online zur Verfügung gestellt.

## Charakter (Neubearbeitung)
Das DFWB ist ein selektives historisches Bedeutungs- und Belegwörterbuch, das den Kernbereich der in der deutschen Standardsprache fest verankerten und geläufigen Fremdwörter und Fremdwortfamilien in ihrer geschichtlichen Entwicklung beschreibt und dokumentiert.
Die zeitliche Heterogenität des Werkes manifestiert sich in dem Nacheinander dreier, ein Dreivierteljahrhundert umspannender Bearbeitungsphasen (Schulz/Basler, Fertigstellung am IDS, Neubearbeitung). In dieser langen Zeit ist vieles im deutschen Fremdwortschatz versunken und hinzugekommen. Durch den durchgehenden Gegenwartsbezug des Wörterbuchs ist der im DFWB aufgearbeitete Wortschatzbereich deshalb notwendigerweise heterogen.
Die Neubearbeitung der von Schulz und Basler bearbeiteten Strecke A–Q hat daher zum Ziel, diesen Wortbestand zeitgemäß zu revidieren, mittlerweile veraltetes Wortgut auszusortieren und die Artikel mehr oder weniger grundlegend zu aktualisieren bzw. zu erweitern, um ein homogeneres Werk zu erstellen, das dann aus den Bänden A–Q der Neubearbeitung und den Bänden R–Z der ersten Auflage bestehen wird. In vielen Artikeln der Bände I und II bricht die lexikographische Darstellung der Wortgeschichten bedingt durch die Bearbeitungszeit häufig bereits im frühen 20. Jahrhundert, oft auch schon zu einem noch früheren Zeitpunkt abrupt ab.
Darüber hinaus werden auch aktuelle Veränderungen im Bereich der Wortbildung, insbesondere der kompositionellen Weiterbildungen von älteren Fremdwörtern oder produktiv gewordenen Fremdwortstämmen und Fremdaffixen, berücksichtigt. Besonderes Gewicht wird dabei auf die in den Bänden A–Q vernachlässigten Phänomene gelegt, die die Entfaltung des komplementären Systems der Lehnwortbildung im Deutschen betreffen. Diesen Entwicklungen, die in der deutschen Sprachgeschichte vielfach und vielfältig vorgeprägt sind, wird dadurch Rechnung getragen, dass der Neubearbeitung – wie schon der Fertigstellung von R–Z – insgesamt ein in seiner Extension erweiterter Fremdwortbegriff zugrunde gelegt wird. Nach diesem Fremdwortbegriff gelten zum einen Wortentlehnungen aus fremden Sprachen als Fremdwörter, zum anderen aber auch sogenannte Lehn-Wortbildungen, d. h. im Deutschen ganz oder teilweise mit Hilfe von entlehnten Wörtern/Wortstämmen und Affixen geprägte Wörter, die häufig keine Entsprechungen oder Vorbilder in einer Fremdsprache haben.

## Stichwortauswahl
Unter Anknüpfung an die Schulz/Baslersche Grundkonzeption eines historisch-diachronen Auswahlwörterbuchs werden auch in der Neubearbeitung in erster Linie allgemein geläufige bzw. integrierte Fremdwörter der gegenwärtigen deutschen (geschriebenen) Standard- bzw. Gemeinsprache erfasst und in ihrer historischen Entwicklung bis zur Gegenwart beschrieben. Der Gegenwartsbegriff wird dabei als Zeitraum von ca. 1950 bis zur Bearbeitungsgegenwart relativ weit gefasst.
Außer den für Fremdwörter prinzipiell geltenden Kriterien, aus einer fremden Sprache entlehnt bzw. im Deutschen ganz oder teilweise mit entlehnten Mitteln gebildet zu sein, gilt für die Erfassung der Stichwörter im DFWB, dass sie eine relativ häufige und breitgestreute Belegung in den ausgewerteten Korpora aufweisen. Bevorzugt aufgenommen werden in Geschichte und Gegenwart gleichermaßen bezeugte Fremdwörter. Aus diesen leitenden Auswahlprinzipien ergeben sich für den Ansatz der Hauptstichwörter einige Ausschlusskriterien, die vor allem folgende Gruppen des (peripheren) Fremdwortschatzes betreffen:
(a) Lehnwörter aus alt- oder mittelhochdeutscher Zeit, die längst integriert und formal an das Deutsche angepasst sind, wie „Fenster“, „Keller“, „Mauer“, „Pfaffe“ oder „schreiben“. Derartige Entlehnungen werden aber ab einem gewissen Zeitpunkt, etwa dem Frühneuhochdeutschen, ohne Rücksicht auf den Assimilationsgrad ins Fremdwörterbuch aufgenommen. Dies betrifft etwa „Foto“, „Film“, „Flöte“, „Front“, „Dose“, „Möbel“, „Doktor“, „Klasse“ oder „Streik“.
(b) Veraltete Fremdwörter, d. h. Wörter, die in der zweiten Hälfte des 20. Jhs. nicht mehr gebräuchlich bzw. deren Denotate den meisten Sprechern des Deutschen nicht mehr bekannt sind und die nicht mehr zum aktiven, allenfalls zum passiven Wortschatz älterer Generationen gehören. Ausnahmen: historisch wichtiges Wortgut, besonders aus dem Bereich des Kulturwortschatzes. z. B. „Artistenfakultät“ unter „Artist“, „Äquatortaufe“ unter „Äquator“ oder „Alchimisterey“ unter „Alchimie“.
(c) Entlehnungen bzw. Lehnwortbildungen der allerjüngsten Zeit, d. h. Neologismen der 1980/90er Jahre. Ausnahmen: neuere Entlehnungen vor allem aus dem angloamerikanischen Einflussbereich, deren Verbleib im Deutschen als gesichert angesehen werden kann, z. B. „Bestseller“, „Comeback“, „Discount“, „Diskothek“, „Fan“, „Fitneß“, „Party“, „Poster“. Aufgenommen werden in der Regel auch neuere Wörter bzw. Wortbildungen, die in jüngerer Zeit als Mode- oder Schlagwörter verwendet werden (z. B. „Biotop“, „Ökosystem“), zumal wenn sie einer größeren, letztlich auf das Gräkolateinische zurückgehenden Wortfamilie angehören.
(d) Reine Fachtermini, die in bildungs- oder gemeinsprachlichen, an ein breiteres Publikum gerichteten Texten nicht belegt sind, z. B. bei Schulz in Band I: „Alexandriner“, „Äquilibrist“ oder bei Basler in Band II: „Latus“, „Liquor“, „Prävarikation“, wenn sie nicht zusätzlich im übertragenen Sinne gebraucht werden.
(e) Fremde Wörter für fremde Sachen, z. B. „Abbé“, „Iglu“, „Kolchos“, wenn sie nicht zusätzlich im übertragenen Sinne gebraucht werden.
(f) Mundartlich oder großregional beschränkte Fremdwörter sowie Spezifika der Schweiz und Österreichs. In Ausnahmefällen werden großregionale semantische Sonderentwicklungen als Teilbedeutungen jedoch erfasst.
(g) Sog. Kunstwörter, insbesondere Warenzeichen wie z. B. „Nylon“ sowie Kurz- und Buchstabenwörter wie „EFTA“, „NATO“ oder „Laser“.
(h) Eigennamen vor allem von Personen (bei Basler: „Meduse“, „Morpheus“, „Pan“, „Proteus“, „Papageno“) sowie Namen von Speisen, Krankheiten, Tieren oder Pflanzen, wenn sie nicht zusätzlich im übertragenen Sinne gebraucht werden, wie z. B. „Adam“ (vgl. „Adamsapfel“, „Adamskinder“, „Adamskostüm“), „Abraham“ („in Abrahams Schoß“), „Adonis“, vgl. auch metaphorisch verwendete Komposita wie „Achillesferse“, „Argusaugen“, „Ariadnefaden“, „Augiasstall“.

## Arbeitsprozesse
Die Arbeit an einem Artikel des Fremdwörterbuchs beginnt mit dem Aufsuchen und Auswerten der Textquellen, in denen sich Belege für dieses Wort finden. Die Grundlage für die Artikelbearbeiter bilden dabei bis heute Millionen von Zetteln, auf denen über Jahrzehnte solche Belege exzerpiert worden sind, und die im Institut für deutsche Sprache alphabetisch sortiert in Zettelkästen zugänglich sind. Hinzu treten in jüngster Zeit zahlreiche elektronische Korpora, also Sammlungen digitaler Texte, die mit Hilfe moderner Suchfunktionen vom Computer in Sekundenbruchteilen durchsucht werden können. Dazu gehören die IDS-Korpora (COSMAS), CD-ROMs und Online-Texte, die von anderen Institutionen im Internet bereitgestellt wurden. Zusätzliche Informationen für die Artikelarbeit bieten die Artikel bereits vorhandener Nachschlagewerke (Wörterbücher und Enzyklopädien), die teilweise ebenfalls schon digital vorliegen.
Aufgrund dieser Materialien wird vom Bearbeiter ein beschreibender Teil („Artikelkopf“) formuliert, der Informationen zur Grammatik, zur Etymologie und zum Wortgebrauch enthält. Hier wird auch auf die zum Teil sehr weitläufigen Wortverwandtschaften hingewiesen.
Im Belegteil werden diese Informationen anhand ausgewählter Textausschnitte dokumentiert, so dass jede Aussage im Artikelkopf durch einen Beleg gestützt ist. Die Belege sind dabei nach den Mitgliedern der Wortfamilie und chronologisch sortiert.
Eine erste Artikelfassung wird in der Folge mehrfach redigiert, bis der Artikel fertig ist.